# Логореја
Логореја (лого- и -реја) значи непрестано, често брбљање. Сматра се као неко блаже душевно обољење или душевна болест.
Једноставније може да се каже, „особа која брзо мисли, и брзо говори“... Може да буде неповезано, али и не мора.